# Carl Maria Waldmeier
Carl Maria Waldmeier (* 15. Oktober 1884 in Düsseldorf; † 12. Januar 1971 ebenda) war ein deutscher Opernsänger (Bass) und Theaterschauspieler.

## Leben
Waldmeier war nach Abschluss einer Banklehre als Bankangestellter tätig, gleichzeitig begann er ein Gesangsstudium beim bekannten Tenor Andreas Moers in Düsseldorf. Er quittierte in der Folge seinen Beruf und schloss seine Ausbildung am Konservatorium in Köln ab. 1912 wurde er an das dortige Opernhaus verpflichtet, 1915 wechselte er an das Stadttheater in Mainz, in der Spielzeit 1921/22 wirkte er am Theater von Elberfeld-Barmen, gefolgt von einem zweijährigen Engagement am Staatstheater in Braunschweig. 1924 erfolgte sein Engagement ans Opernhaus Düsseldorf, dessen Ensemble er bis 1944 angehörte und an dem er bis Mitte der fünfziger Jahre als Gast auftrat.
Waldmeiers umfangreiches Repertoire beinhaltete unter anderem den „Rocco“ im Fidelio, den „Daland“ im Fliegenden Holländer, den „Bartolo“ im Barbier von Sevilla, den „van Bett“ in Zar und Zimmermann, den „Falstaff“ in den Lustigen Weibern von Windsor und den „Kellermeister Hans“ in Undine. Da er auch über schauspielerisches Talent verfügt, wurde er auch zahlreich in Operetten eingesetzt.